# Pavel Kováčik
Pavel Kováčik (* 2. července 1955) je český politik Komunistické strany Čech a Moravy, v letech 1996 až 2021 poslanec Poslanecké sněmovny PČR a v letech 2002 až 2021 předseda Poslaneckého klubu Komunistické strany Čech a Moravy.

## Biografie
Hlásí se ke slovenské národnosti. Jeho děd, Pavel Kováčik (1901–1976), původem ze Slovenska, pracoval v meziválečném období ve Francii, kde se za 2. světové války zapojil do československého zahraničního odboje, byl zajat Němci a vězněn. Od roku 1963 přesídlil do Třebíče. Současný poslanec Pavel Kováčik absolvoval ZDŠ (1961–1970) a gymnázium (1970–1974) v Třebíči. V roce 1979 vystudoval Vysokou školu zemědělskou v Brně (obor zootechnik). V letech 1980 až 1988 pracoval v JZD Dalešice jako střediskový zootechnik a zootechnik krmivář. V období prosinec 1988 – duben 1990 byl profesionálním funkcionářem Okresního výboru KSČ v Třebíči. Následně v letech 1990–1991 působil opět v zemědělském družstvu v Dalešicích jako ošetřovatel dojnic a v letech 1991–1996 coby ředitel Kooperačního sdružení Hrotovice.
Ve volbách v roce 1996 byl zvolen do Poslanecké sněmovny za KSČM (volební obvod Jihomoravský kraj). Křeslo ve sněmovně obhájil ve volbách v roce 1998, 2002, 2006 a 2010. Od roku 1996 do současnosti (stav ke konci roku 2012) je členem zemědělského výboru sněmovny (od roku 2002 i jako jeho místopředseda). Kromě toho od roku 2002 zasedá v organizačním výboru. Od září 2002 je trvale předsedou poslaneckého klubu KSČM.
Počátkem roku 2003 patřil v rámci KSČM ke skupině vlivných politiků, která podpořila Václava Klause na post českého prezidenta. Uvedl tehdy po volbě: „Václav Klaus, aniž ho chci nějak vynášet či chválit, tak přece jenom je prezidentem, o kterém víme, co od něj můžeme čekat, který je Čechem, a mně osobně je na něm sympatické to, že je příslušníkem Církve československé husitské. To znamená církve ryze české, která vychází i z hlubokých tradic českého národa.“
Angažoval se i v místní politice. V komunálních volbách roku 1994, komunálních volbách roku 1998, komunálních volbách roku 2002 a komunálních volbách roku 2006 byl zvolen do zastupitelstva města Hrotovice za KSČM. Opětovně kandidoval v komunálních volbách roku 2010, ale nebyl zvolen. Neuspěl ani v komunálních volbách v letech 2014 a 2018.
V senátních volbách roku 2000 neúspěšně kandidoval do horní komory parlamentu za senátní obvod č. 53 – Třebíč. V 1. kole získal téměř 25 % hlasů, ale v 2. kole ho porazil a senátorem se stal lidovec Pavel Janata.
V roce 2007 při sněmovní rozpravě omylem oslovil přítomné poslance slovem „soudruzi“.
Ve volbách do Poslanecké sněmovny PČR v roce 2013 kandidoval v Kraji Vysočina jako lídr KSČM a byl zvolen. Ve stínové vládě KSČM spravuje resort zemědělství. Také ve volbách do Poslanecké sněmovny PČR v roce 2017 byl lídrem KSČM v Kraji Vysočina. Získal 2 552 preferenčních hlasů a obhájil tak mandát poslance. Dne 27. října 2017 byl opět zvolen předsedou poslaneckého klubu KSČM.
Ve volbách do Senátu PČR v roce 2020 kandidoval za KSČM v obvodu č. 54 – Znojmo. Se ziskem 7,55 % hlasů skončil na 4. místě a do druhého kola nepostoupil.
Dne 2. října 2020 se vážně zranil a byl hospitalizován. Podle vlastních slov propadl střechou dva metry dolů a skalpoval si hlavu.
Ve volbách do Poslanecké sněmovny PČR v roce 2021 již nekandidoval. V říjnu 2021 tak skončil i ve funkci předsedy Poslaneckého klubu KSČM.